# Las Mesas
Las Mesas é uma cidade venezuelana, capital do município de Antonio Rómulo Costa.